# کتابخانه نیوبری
کتابخانه نیوبری (به انگلیسی: Newberry Library) یک کتابخانه در ایالات متحده آمریکا است که در شیکاگو در ایالت ایلینوی واقع شده و از سال ۱۸۸۷ برای عموم آزاد و رایگان بوده است. نیوبری با الهام بخشیدن به تحقیق و یادگیری در علوم انسانی و تشویق گفتگو در مورد ایده‌های مهم، درک عمیق‌تری از جهان ما را تقویت می‌کند. مأموریت آن ریشه در مجموعه‌ای رو به رشد و در دسترس از مواد کمیاب و تاریخی دارد.

## مجموعه‌ها
مجموعه‌های نیوبری حاوی منابع اولیه و ثانویه است که بیش از شش قرن از تاریخ را در بر می‌گیرد و عمدتاً به تاریخ، فرهنگ و مردم اروپای غربی و قاره آمریکا مربوط می‌شود. مجموعه‌های مهم و اصلی عبارتند از:
- تاریخ و فرهنگ آمریکا
- مطالعات سرخپوستان و بومی آمریکا
- شیکاگو و غرب میانه
- تبارشناسی و تاریخ محلی
- تاریخ کتاب
- نقشه‌ها، سفر و اکتشاف
- مطالعات قرون وسطی، رنسانس و اوایل مدرن
- نسخه‌های خطی و آرشیو مدرن
- هنرهای نمایشی
- کارت پستال
- دین